# Charles Marty-Laveaux
Pour les articles homonymes, voir Marty et Laveaux.
Charles Joseph Marty dit Charles Marty-Laveaux (13 avril 1823 à Paris - 11 juillet 1899 à Vitry-sur-Seine) est un homme de lettres, historien de la littérature et grammairien français.

## Biographie
Petit-fils du grammairien et lexicographe Jean-Charles Laveaux, il est archiviste paléographe et devient secrétaire de l'École des chartes puis bibliothécaire à l'Institut de France. Outre des études sur la langue et la grammaire françaises, on lui doit des éditions critiques des poètes de la Pléiade, de La Fontaine et de Corneille.
Il est le père d'André Marty (1857-1928), éditeur de L'Estampe originale.

## Ouvrages sélectionnés
- Dictionnaire raisonné des difficultés grammaticales et littéraires de la langue française (1846). Réédition de l'ouvrage de son grand-père, Jean-Charles Laveaux, paru en 1818.
- Œuvres complètes de La Fontaine : fables, contes et nouvelles, lettres, poésies diverses (5 vol.) (1857).
- Œuvres complètes de Pierre Corneille (12 vol.) (1862-1868).
- Euvres en rime de Jan Antoine de Baïf [...], Paris, A. Lemerre, 1881-1890.
  - En ligne sur Gallica : t. 1 ; t. 2 ; t. 3 ; t. 5.
- La Pléiade française (2 vol.) (1896-1898).
  - En ligne : « La langue de La Pléiade », appendice de la Pléiade française.
- Études de langue française (XVIe et XVIIe siècles). De l'enseignement de notre langue. La Pléiade. Corneille. Racine. La Fontaine. Molière. Remarques sur l'orthographe française (1901).

## Prix
- Prix Archon-Despérouses 1878[1].
- Prix Saintour 1902.